# Republica Amalfi

Republica Amalfi sau Ducatul de Amalfi este cea mai veche dintre republicile maritime italiene ale Evului Mediu. Este vorba de un stat independent de facto, axat în jurul orașului Amalfi din sudul Italiei, care a înflorit în secolele al X-lea și al XI-lea. Orașul și teritoriul adiacent erau la origine parte din mai largul ducat al Neapolelui, guvernat de către un patrikios bizantin, însă treptat s-a desprins de sub dominația bizantină, iar în anul 958 și-a ales un duce propriu. Orașul a cunoscut o dezvoltare constantă, devenit o putere economică și un centru comercial ajuns să domine traficul de mărfuri din Marea Mediterană vreme de un secol, înainte de fi depăsit și apoi înlăturat de către orașele-republici din nordul Italiei, Pisa, Genova și Veneția. În 1073, Amalfi și-a pierdut independența și a căzut în mâinile normanzilor și nu a putut niciodată să-și recapete libertatea.

## Fondarea
Orașul Amalfi a fost întemeiat ca punct comercial în anul 339, iar primul său episcop a fost numit în 596. În 838, orașul a fost capturat de către Sicard, principe de Benevento, cu ajutorul unei trădări din interiorul cetății.

## De la independență la apogeu
În anul 839, Amalfi s-a eliberat de sub dominația longobarzilor și cetățenii au ales la conducere un prefect. În continuare, amalfitanii au sprijinit pe Siconulf să elibereze Salerno de sub stăpânirea celor din Ducatul de Benevento. În 897, autoguvernata republică, încă legată nominal de Imperiul Bizantin, a fost înfrântă într-un război cu Ducatul de Sorrento (acesta din urmă având și sprijinul celor din Napoli, în care prefectul de Amalfi a fost capturat, iar mai târziu răscumpărat de către concetățeni. În 914, prefectul Mastalus I a fost primul numit în funcția de judecător. În 958, Mastalus al II-lea a fost asasinat, iar Sergiu I a devenit primul duce (sau doge). Între anii 981 și 983, Amalfi a guvernat asupra Salerno. În 987, episcopia de Amalfi a fost ridicată la rangul de arhiepiscopie.

## Decăderea
Începând cu anul 1034, Amalfi a trecut sub controlul Principatului de Capua, iar din 1039 în cel al principilor de Salerno. În 1073, Robert Guiscard a reușit să cucerească orașul și a preluat titlul de dux Amalfitanorum. În 1096, orășenii din Amalfi s-au revoltat, dar mișcarea a fost reprimată de către normanzi în 1101. O nouă revoltă s-a petrecut în 1130, însă orașul a fost nevoit să se supună definitiv în 1131, emirul Ioan, aflat în slujba regelui Roger al II-lea al Siciliei a asaltat Amalfi pe uscat, în vreme ce George de Antiohia a blocat orașul dinspre mare, construind o bază pe Capri. În două rânduri, în 1135 și 1137, rivala Pisa a prădat orașul, iar gloria comercială a amalfitanilor a apus, imediat după cea politică.
Scriind în anul 977 în timpul guvernării lui Manso I, călătorul arab Ibn Hawqal descria Amalfi cu aceste cuvinte:
| “ | . . . cel mai prosper oraș longobard, cel mai nobil, cel mai ilustru prin condițiile sale, cel mai îmbelșugat și opulent. Teritoriul ocupat de Amalfi se mărginește cu cel ocupat de Napoli; un oraș minunat, dar mai puțin important decât Amalfi. | ” |

## A se vedea și
- Lista ducilor de Amalfi